# Långasjön (Tvings socken, Blekinge, 625615-147798)
Långasjön är en sjö i Karlskrona kommun i Blekinge och ingår i Nättrabyåns huvudavrinningsområde.